# Gowadanahalli, Hiriyur
Gowadanahalli là một làng thuộc tehsil Hiriyur, huyện Chitradurga, bang Karnataka, Ấn Độ.